# 第5回全国大学サッカー選手権大会
第5回全国大学サッカー選手権大会は1957年1月2日から1月7日にかけて開催された全日本大学サッカー選手権大会である。東京教育大学が2年ぶり2回目の優勝を果たした。

## 概要
自由参加制をとっており、全国から28校（うち1校が棄権）が参加した。準決勝までの試合は35分ハーフで行われる。

### 大会日程
- 1957年1月2日、1月3日 - 1回戦
- 1957年1月4日 - 2回戦
- 1957年1月5日 - 準々決勝
- 1957年1月6日 - 準決勝
- 1957年1月7日 - 決勝、三位決定戦

### 開催競技場
- 東大御殿下グラウンド
- 東大農学部グラウンド

## 出場大学
- 北海道大学（5回目）
- 北海道学芸大学札幌校（初）
- 北海道学芸大学函館校（初）
- 東北大学（2回目）
- 東北学院大学（4回目）
- 宇都宮大学（5回目）
- 学習院大学（5回目）
- 神奈川大学（2回目）
- 関東学院大学（初）
- 成城大学（2回目）
- 千葉大学（初）
- 中央大学（5回目）
- 東京大学（5回目）
- 東京学芸大学（5回目）
- 東京教育大学（5回目）
- 東京商船大学（2回目）
- 東京水産大学（初）
- 東京農業大学（初）
- 日本大学（3回目）
- 防衛大学校（2回目）
- 法政大学（2回目）
- 明治大学（4回目）
- 武蔵大学（2回目）
- 早稲田大学（5回目）
- 名古屋大学（3回目）
- 近畿大学（棄権）
- 松山商科大学（初）
- 鹿児島大学（5回目）

## 試合日程・結果

### 1回戦
| 1957年1月3日 |

| 武蔵大学 | 不戦勝 - 棄権 | 近畿大学 |
|          |               |          |

| 東大御殿下グラウンド |

| 1957年1月3日 |

| 東京教育大学 | 3 - 1 | 千葉大学 |
|              |       |          |

| 東大御殿下グラウンド |

| 1957年1月3日 |

| 北海道大学 | 0 - 3 | 日本大学 |
|            |       |          |

| 東大御殿下グラウンド |

| 1957年1月3日 |

| 成城大学 | 0 - 6 | 明治大学 |
|          |       |          |

| 東大御殿下グラウンド |

| 1957年1月3日 |

| 東北学院大学 | 5 - 0 | 東京商船大学 |
|              |       |              |

| 東大御殿下グラウンド |

| 1957年1月3日 |

| 防衛大学校 | 4 - 1 | 東京学芸大学 |
|            |       |              |

| 東大御殿下グラウンド |

| 1957年1月3日 |

| 北海道学芸大学札幌校 | 4 - 3 | 関東学院大学 |
|                      |       |              |

| 東大御殿下グラウンド |

| 1957年1月3日 |

| 松山商科大学  | 5 - 2 延長 | 東京大学                        |
| 得点者不明5 , |            | 得点者不明 前22分 · 松山 後22分 |

| 東大御殿下グラウンド |

| 1957年1月2日 |

| 学習院大学        | 1 - 2 | 北海道学芸大学函館校           |
| 得点者不明 後19分 |       | 得点者不明 · 得点者不明 後23分 |

| 東大御殿下グラウンド |

| 1957年1月2日 |

| 早稲田大学 | 6 - 1 | 名古屋大学 |
|            |       |            |

| 東大御殿下グラウンド |

| 1957年1月2日 |

| 東京水産大学 | 0 - 16 | 中央大学 |
|              |        |          |

| 東大御殿下グラウンド |

| 1957年1月2日 |

| 宇都宮大学              | 6 - 3 | 神奈川大学                                                |
| 水沼4 , · 得点者不明2 , |       | 得点者不明 前17分 · 得点者不明 前31分 · 得点者不明 前32分 |

| 東大御殿下グラウンド |

### 2回戦
| 1957年1月4日 |

| 武蔵大学 | 0 - 4 | 東京教育大学 |
|          |       |              |

| 東大御殿下グラウンド |

| 1957年1月4日 |

| 日本大学                              | 2 - 3 延長 | 明治大学      |
| 得点者不明 前16分 · 得点者不明 前19分 |            | 得点者不明3 , |

| 東大御殿下グラウンド |

| 1957年1月4日 |

| 東北学院大学 | 0 - 1 | 防衛大学校 |
|              |       |            |

| 東大御殿下グラウンド |

| 1957年1月4日 |

| 北海道学芸大学札幌校 | 0 - 2 | 松山商科大学 |
|                      |       |              |

| 東大御殿下グラウンド |

| 1957年1月4日 |

| 法政大学 | 2 - 1 | 鹿児島大学 |
|          |       |            |

| 東大御殿下グラウンド |

| 1957年1月4日 |

| 北海道学芸大学函館校 | 0 - 5 | 早稲田大学 |
|                      |       |            |

| 東大御殿下グラウンド |

| 1957年1月4日 |

| 中央大学 | 9 - 0 | 宇都宮大学 |
|          |       |            |

| 東大御殿下グラウンド |

| 1957年1月4日 |

| 東北大学 | 0 - 5 | 東京農業大学 |
|          |       |              |

| 東大御殿下グラウンド |

### 準々決勝
| 1957年1月5日 |

| 東京教育大学 | 1 - 1 延長・抽選 | 明治大学                  |
| 山崎 延前1分 |                  | 得点者不明 前後2分 (pen.) |

| 東大御殿下グラウンド |

| 1957年1月5日 |

| 防衛大学校                           | 2 - 1 | 松山商科大学 |
| 得点者不明 前2分 · 得点者不明 前12分 |       | 得点者不明   |

| 東大御殿下グラウンド |

| 1957年1月5日 |

| 法政大学 | 1 - 7 | 早稲田大学 |
|          |       |            |

| 東大御殿下グラウンド |

| 1957年1月5日 |

| 中央大学 | 3 - 1 | 東京農業大学 |
|          |       |              |

| 東大御殿下グラウンド |

### 準決勝
| 1957年1月6日 |

| 東京教育大学                   | 3 - 0 | 防衛大学校 |
| 鈴木 前11分 · 盛 前29分 · 鈴木 |       |            |

| 東大御殿下グラウンド |

| 1957年1月6日 |

| 早稲田大学                              | 3 - 2 | 中央大学                 |
| 杉本 前27分 · 吉本 後18分 · 田原 後30分 |       | 三宅 前31分 · 平田 後6分 |

| 東大御殿下グラウンド |

### 三位決定戦
| 1957年1月7日 |

| 防衛大学校 | 0 - 6 | 中央大学 |
|            |       |          |

| 東大御殿下グラウンド |

### 決勝
| 1957年1月7日 |

| 東京教育大学           | 2 - 1 | 早稲田大学  |
| 盛 前8分 · 倉持 前23分 |       | 田原 後20分 |

| 東大御殿下グラウンド |

## 最終結果
| 第5回全国大学サッカー選手権大会 優勝チーム |
| ------------------------------------------ |
| 東京教育大学 2年ぶり2回目                  |

## 主な出場選手
- 鎌田光夫（中央大学）
- 内野正雄（中央大学）
- 保坂司（明治大学）
- 轡田隆史（早稲田大学）
- 八重樫茂夫（早稲田大学）